# Cratere Traba
Traba è un cratere su superficie di Mercurio.
Il nome, adottato dall'Unione Astronomica Internazionale il 7 febbraio 2025, onora la scrittrice e critica d'arte argentino-colombiana Marta Traba.
Il cratere è stato fotografato per la prima volta dalla sonda Mariner 10 nel 1974.